# بيل أندرسون (سياسي)
بيل أندرسون (بالإنجليزية: Bill Anderson) هو سياسي أمريكي، ولد في 9 أغسطس 1948 في باركرسبورغ في الولايات المتحدة. حزبياً، نشط في الحزب الجمهوري.